# آن شرودر
آن شرودر (بالألمانية: Anne Schröder)‏ هي لاعب هوكي الحقل ألمانية، ولدت في 11 سبتمبر 1994 في دوسلدورف في ألمانيا.

## وصلات خارجية
- آن شرودر على موقع الاتحاد الدولي للهوكي (الإنجليزية)
- آن شرودر على موقع اللجنة الأولمبية الدولية (الإنجليزية)
- آن شرودر على موقع أوليمبيديا (الإنجليزية)
- آن شرودر على موقع اللجنة الأولمبية الألمانية (الألمانية)